# Marija Novak
Marija Novak (Donja Dubrava, 1945. – siječanj 2015.), bila je hrvatska etnografkinja i folkloristica. Bavila se hrvatskom tradicijskom kulturom, svih Hrvata, uključujući i Hrvata iz Rumunjske i Gradišća. Dječja spisateljica: pisala je pjesme i pripovijetke za djecu.
Rodila se u međimurskom selu Donjoj Dubravi 1945. godine. Već u njenoj obitelji je postojala ljubav prema zapisivanju narodnih običaja: njen je djed po majci zapisivao narodne običaje u njenom rodnom selu, otac joj se bavio folklorom, mati je znala mnoge običaje. U Čakovcu je završila Pedagošku akademiju, smjer hrvatski jezik i razredna nastava. Studirala je hrvatski jezik u Zagrebu na Filozofskom fakultetu (1976./77.).
U razdoblju od 1963. do 1983. je bila sudionica na osam seminara iz Ljetne i zimske škole folklora. U približno istom razdoblju, od 1967. do 1983. godine, predavala je hrvatski jezik u osnovnoj školi u Kotoribi. Poslije tog je radila u razrednoj nastavi u osnovnoj školi dr Vinka Žganca u Zagrebu od 1983. do 2001. godine. U objema školama je vodila povremeno folklorne skupine.
1976. je godine postala vanjskom suradnicom Instituta za etnologiju i folkloristiku. Pisala je povremeno za pedagoška glasila Roditelji i škola i Umjetnost i dijete''. Iste je godine napisala scenarij za kolaž hrvatskih pjesama, anegdota i plesova iz Međimurja Medvena pogača i Jesen pri škednju, koje je izveo ogranak Seljačke sloge iz Donje Dubrave. Sljedeće je godine napisala još nekoliko scenarija za RTV te Za pjesmom u Međimurje (1984. i 2000.).
Akademik i etnomuzikolog Vinko Žganec utjecao je na nju neka se počne sustavno baviti proučavanjem narodnih plesova. Tako je već 1968. postala članicom Društva folklorista Hrvatske, a od 1978. godine redovno sudjeluje na znanstvenim skupovima udruženja folklorista.
Godine 1971. je postala umjetnička voditeljica folklorne skupine pri Kulturno prosvjetnom društvu Zrinjski u Čakovcu. Kad je to Društvo u Kajkavskom kolendaru 1972. objavilo pjesmu Željka Sabola Kad izgovorim tvoje ime Hrvatska, zadesila ih je politička zabrana.
Godine 1981. je s hrvatskim akademikom, etnomuzikologom Jerkom Bezićem surađivala na glazbenom projektu zapisa izvornih pjesama i pjevača Z cvetnjaka Horvatske.
Od 1985. do 1993. je bila članicom Izdavačko savjeta Kajkavskog spravišča, lista koji je izdavao časopis Kaj.
Piše pjesme i pripovijetke za djecu. Za svoje pjesme je dobila nekoliko nagrada.
Napisala je mnoštvo radova u zbornicima i časopisima. Njeno djelo Tragovi hrvatske mitologije iz 2007. godine se smatra udžbenikom hrvatske kulturne povijesti. Nastao je nakon dugogodišnjeg iskustva, znanstvenog istraživanja te općenito jer se je autorica zanimala za kulturni kontekst folklorne tradcicije, ukupnost običaja, njihovu rasprostranjenost i sličnost. Rekonstruirala je postojeće tragove i znanja o njima, posloživši ih u mozaik, sublimirajući ih u suvisli povijesni slijed.
Predmetom njena zanimanja bila je povijesna vertikala hrvatskih narodnih kola i plesova, pa među ostalim, i zašto Međimurci izvode neka narodna kola lupanjem nogama o tlo. Tako je otkrila kultno mjesto Glavatište kod Donje Dubrave. U istraživanju duboke starine nekih hrvatskih narodnih običaja, pa tako i o Glavatištu, velika joj je potpora bio hrvatski etnolog Zvonimir Lovrenčević.
Istraživanjem hrvatske tradicijske kulture došla je do podatka da su Hrvati u davnoj prošlosti funkcionirali kao jedno kompaktno duhovno tkivo, odnosno da je postojalo duhovno jedinstvo. Primjerice, kad je istraživala značenje svadbene pogače i na njoj okićene grančice; primjerice, pogača u Konavlima i pogača iz Međumurja proizlaze iz istog pretkršćanskog vjerovanja. 
Osobito se zanimala za običaje sestrenja-bratimljenja, kraljica (ljelja), ljeljena kola i inih. Pratila je simboliku pretkršćanskih običaja koja se poslije stopila u katolički kulturni kod. Naglasila je sjajnu kulturu zahvale kod starih Hrvata (vidjeti Omišaljsku stomorinu).

## Vanjske poveznice
- Đuro Vidmarović: Razmišljanja povodom dviju smrti, HKV, 9. veljače 2015.